# Giuseppe Vallardi
Giuseppe Vallardi (Milano, 31 maggio 1784 – Milano, 5 gennaio 1861) è stato un editore, tipografo e libraio italiano, membro della famiglia di librai Vallardi.

## Biografia

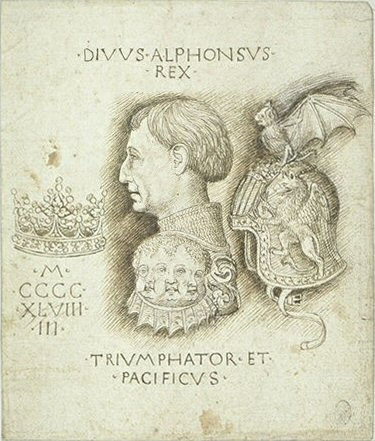
Pagina tratta dal Codice Vallardi con disegno di Pisanello

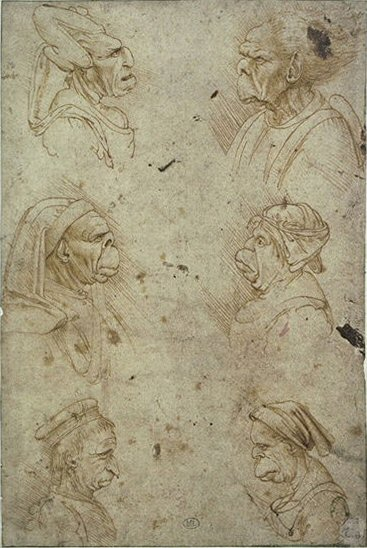
Pagina tratta dal Codice Vallardi con disegno di volti di Pisanello

Giuseppe Vallardi nacque il 31 maggio 1784 da Francesco Cesare Vallardi e Teresa Cogrossi. Ereditò la tipografia di famiglia Vallardi, e continuò l'attività, specializzandosi in libri illustrati di argomento religioso o laico, i cui disegni erano tratti dai torchi calcografici di famiglia. Nel 1825, dopo aver osservato le innovazioni all'estero, Vallardi aprì un laboratorio di litografia nella speranza di sviluppare questa tecnica a Milano. I giornali dell'epoca lo descrissero come un "uomo benestante amato dalla popolazione, i cui guadagni superavano 200 000 lire annue».
Nel commercio di libri, Vallardi aveva acquisito una vasta gamma di opere che pubblicò in un catalogo. Circa 300 di esse provenivano dalla collezione già accumulata da lui e dal fratello Pietro. Il catalogo, che conteneva diverse opere di Leonardo da Vinci, fu venduto nel 1859 al Museo del Louvre e lì esiste ancora con il nome di Codex Vallardi. Giuseppe pubblicò altri cataloghi, alcuni dei quali dedicati al disegno e ornato.
Giuseppe morì nella sua città natale il 5 gennaio 1861. Suo figlio Luigi rilevò l'azienda di famiglia, ma fece fallire la casa editrice che chiuse nel 1865.

## Opere
- Giuseppe Vallardi, Itinerario italiano o sia Descrizione dei viaggi per le strade più frequentate alle principali città d'Italia coll'indicazione delle distanze, Presso la Ditta Pietro e Giuseppe Vallardi editori, 1820.
- Giuseppe Vallardi, Catalogo di quadri appartenenti a Giuseppe Vallardi dallo stesso descritti e illustrati con brevi annotazioni, Presso la Ditta Pietro e Giuseppe Vallardi editori, 1830.